# 北宫 (西汉)
北宫，中国西汉時期的宫殿，位于汉长安城北隅，因在未央宮以北，故得名北宮。宫城平面呈长方形，南北长1710米、东西宽620米，面积106万平方米。建于汉高祖时期，汉武帝时扩建。張嫣和趙飛燕曾居於此。北宫遗址发现于20世纪90年代。